# Churu
Churu est une ville de la région du district de Churu, dans l'État du Rajasthan, en Inde. Elle est connue comme porte d'entrée du désert du Thar.

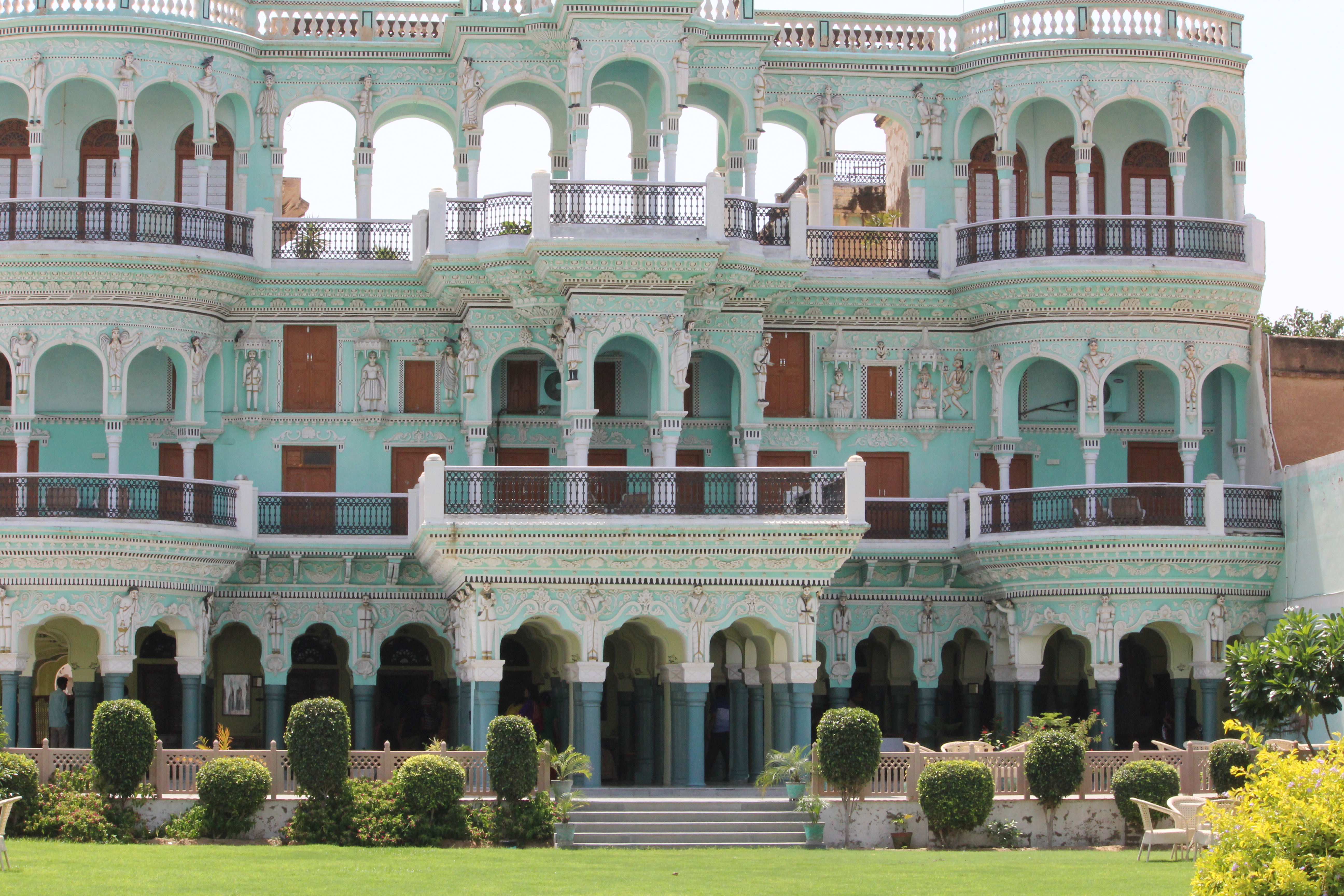
Havelî, Churu

C'est le siège administratif du District de Churu.
La ville est accessible par la route nationale 65 reliant Pali à Ambala. Elle constitue une station de jonction sur la ligne de chemin de fer allant à Bikaner.
Près de la ville se trouve un siège religieux de la secte Nath des Sadhus, où se trouvent des statues en marbre de leurs divinités et un lieu de prière.
Au centre de la ville se trouve un fort construit il y a environ 500 ans.
La ville est réputée pour ses grandes havelîs ou Hawelis (nom donné en Inde aux grandes demeures, petits palais ou maisons de maître construits en encorbellement très décorés, parfois fortifiés que l'on trouve au Râjasthân et au Goujerat.

## Géographie et climat

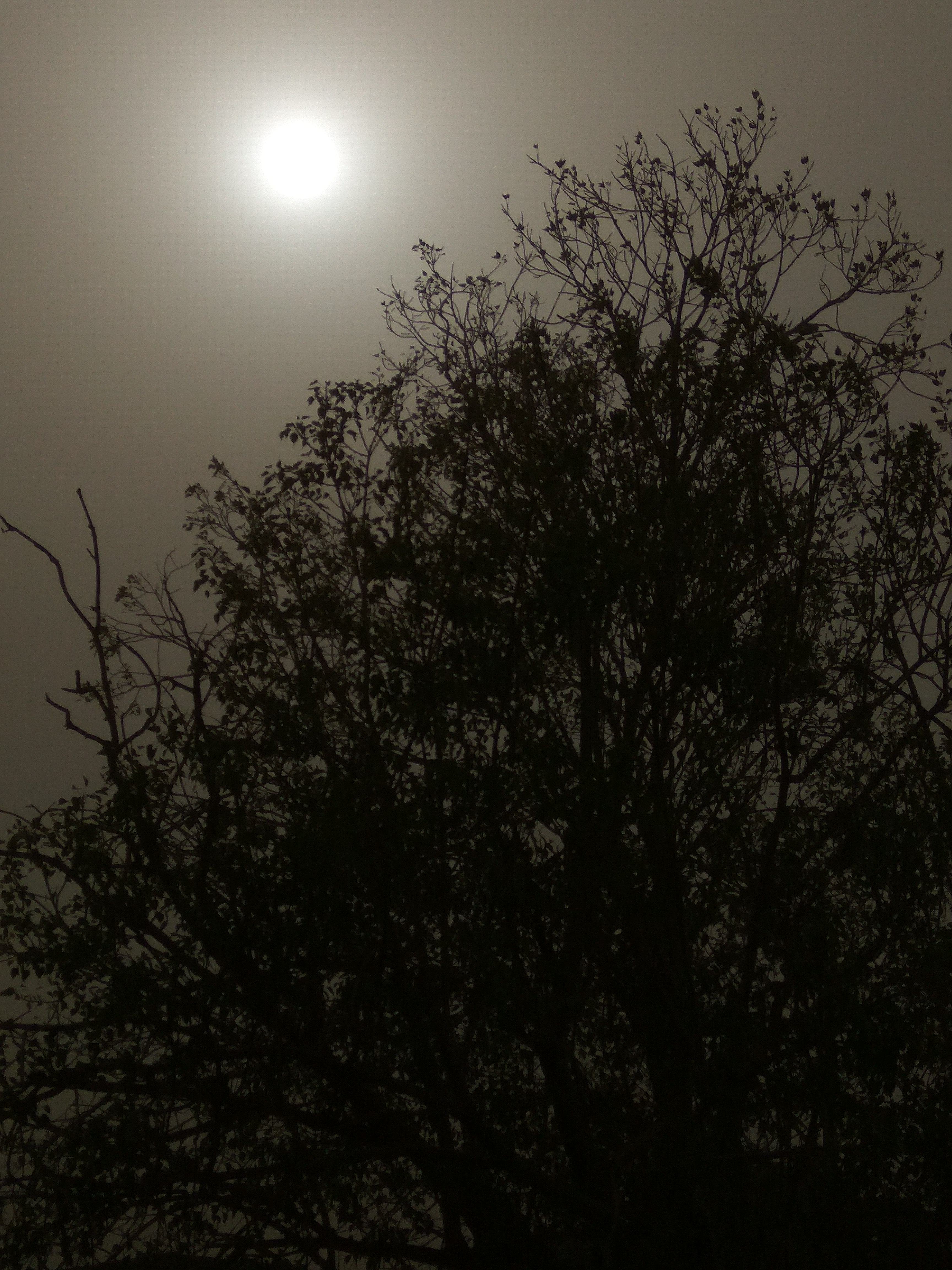
Soleil voilé par un après-midi de tempête de sable (juin 2016)

La ville est organisée autour de Kalera Bass et entoure de nombreuses régions telles que Chandani Chowk, Adarsh-Nagar, Balmiki Basti, Mochiwarah et Subhash Chowk.

Proche des dunes de sable mouvantes du désert du Thar (où l'on trouve aussi quelques collines calcaires) la ville est soumise à un climat extrême, avec des alternances de gel en hiver et de pics de chaleur intenses en été ; la température a par exemple atteint 50,3 degrés en juin 2019, un record (de mémoire d'homme). 
Churu est construite a une altitude moyenne de 292 m (958 ft). Elle est entourée de grandes dunes de sable mouvantes, mal fixées par une végétation de milieux arides facilement surpâturée.
Les arbustes sont les Phoge et le Kair (Capparis decidua aussi dénommé Karira), les arbres sont les Khejri ou Khejra (Prosopis cineraria), le Royara et le Babul qui sont adaptés aux dunes de sable.
Les pluies tombent principalement de juin à septembre.

## Histoire
Fondé vers l'an 1120 par le clan Nirban de Rajputs, ce lieu était une oasis située au milieu des dunes de sable dorées, ouvrant sur les pistes du désert du Thar. Il aurait été nommé Churu en l'honneur du nom « Chauhans » dans la région de l’Etat du Jangladesh. Il fut par la suite dirigé par les chauhans rajputs. Lors de la guerre de 1871, la région passa sous la domination de Bikaner.
Avant l'indépendance de l'Inde (1947), cette région faisait partie de l'État de Bikaner.
Le district a été créé en 1948 et comprenait trois tehsils - Churu, Rajgarh et Taranagar, lors de la réorganisation de l'administration de l'État de Bikaner.
Il y a maintenant six tehsils, comprenant Churu, Sadulpur, Ratangarh, Sujangarh, Sardarsahar et Taranagar.

## Administration
Environ 6 Tehsils se trouvent dans le district de Churu, regroupant plus de 900 villages, 248 panchayats et environ 2 millions d’habitants.

## Économie
L’économie de la ville et de ses environs repose principalement sur l’élevage, l'agriculture vivrière et la broderie faite main par des femmes de la région, qui complètent ainsi les revenus nécessaires aux besoins des familles, car dans ce climat aride, les rendements agricoles sont faibles et aléatoires.
La principale source de revenus des zones rurales périphériques à la ville de Churu provient des produits laitiers.
Churu abrite un petit marché où sont vendus quelques produits agricoles de la région, sous l'égide du comité du marché des produits agricoles de la ville. La Food Corporation of India a ses entrepôts à Churu. La ville est le principal point d’approvisionnement des villages environnants pour de nombreux produits.
Il n'y a pas d'industrie de taille moyenne ni de grande zone industrielle. De petites et moyennes entreprises, rares, à petite échelle sont produisent à petite échelle des dalles et des tuiles de granit issues des carrières locales, ou broient des graines de moutarde cultivées à proximité dans des champs irrigués.

## Patrimoine architectural
Construites par des princes râjputs ou des commerçants mewâri, ces Havelis comportant parfois des centaines de petites fenêtres sont dans cette région aussi ornées de peintures a fresco (dans le Shekhavatî, à Mandawa ou Jhunjhunu), souvent à but didactique, montrant des scènes religieuses ou des objets occidentaux, trains, voitures, aéroplanes.
À Jaisalmer, elles sont réputées pour leurs décors de pierre finement sculptés.ornés de fresques peintes, notamment Kanhaiya Lal Bagla Ki Haweli et Surana Haweli, avec des centaines de petites fenêtres.
Il a aussi de beaux chhatris (pavillons ou tourelles de forme carrée coiffés de dômes, typiques de l'architecture indienne).